# Cyrtodactylus darmandvillei
Cyrtodactylus darmandvillei är en ödleart som beskrevs av  Weber 1890. Cyrtodactylus darmandvillei ingår i släktet Cyrtodactylus och familjen geckoödlor. Inga underarter finns listade i Catalogue of Life.